# Serie C
De Serie C is sinds 2017 de derde voetbaldivisie in Italië. Tot 1979 stond ze bekend als de Serie C. Tot 2014 stond ze bekend als de Lega Italiana Calcio Professionistico, kortweg Lega Pro.
De Serie C werd in 1935 gestart en in 1978 gesplitst in de Serie C1 (derde niveau) en de Serie C2. In 2008 werd de Lega Italiana Calcio Professionistico gevormd die de overkoepelende organisatie was voor de  Lega Pro Prima Divisione (derde divisie) en de Lega Pro Seconda Divisione (vierde divisie). Er werd meestal gespeeld in verschillende geografisch verdeelde gironi (poules).
In 2014 werden de Lega Pro Prima Divisione en de Lega Pro Seconda Divisione weer samengevoegd tot één divisie, de Lega Pro. In 2017 werd de naam opnieuw gewijzigd in Serie C. Hierin wordt in drie poules met 20 teams gespeeld. 
Na de reguliere competitie promoveren de kampioenen van elke poule naar de Serie B. De teams die tweede tot en met tiende eindigen, spelen samen met de winnaar van de Copa Serie C in een play-off voor het vierde en laatste promotieticket. Teams die op de plaatsen 5 tot 10 eindigen, beginnen in de eerste ronde. De hoger geplaatste teams stromen, afhankelijk van hun eindpositie, later in de play-offs in. Uiteindelijk strijden twee teams om het laatste promotieticket.
De ploegen die laatste worden in hun poule degraderen direct naar de Serie D. Plaats 16 tot 19 nemen delen aan de play-out. De twaalf ploegen spelen onderling tegen elkaar (heen en terug), waarbij de verliezers ook degraderen. Zo zijn er in totaal negen degradanten.
|   | Promotie | Promotie play-off |
| - | -------- | ----------------- |
| A | 1        | 2 - 10            |
| B | 1        | 2 - 10            |
| C | 1        | 2 - 10            |

|   | Degradatie | Degradatie play-out |
| - | ---------- | ------------------- |
| A | 20         | 16 - 19             |
| B | 20         | 16 - 19             |
| C | 20         | 16 - 19             |

## Overzicht van kampioenen
Voor de kampioenen in de  Serie C1 en Lega Pro Prima Divisione, zie Lega Pro Prima Divisione en voor de kampioenen in de Serie C2 en Lega Pro Seconda Divisione, zie Lega Pro Seconda Divisione (tussen 1978–79 en 2013–14)
| Serie C - 1935–36 - Venezia, Cremonese, Spezia, Catanzaro - 1936–37 - Padova, Vigevano, Sanremese, Anconitana, Taranto - 1937–38 - SPAL, Fanfulla Lodi, Casale, Siena, Salernitana - 1938–39 - Brescia, Catania - 1939–40 - Reggiana, Vicenza, Maceratese - 1940–41 - Prato, Fiumana - 1941–42 - Cremonese, Juventina Palermo - 1942–43 - Varese, Pro Gorizia - 1943–45 - afgelast vanwege de Tweede Wereldoorlog - 1945–46 - Mestrina, Prato, Perugia, Alba Ala Roma, Benevento, Lecce, Leone Palermo - 1946–47 - Magenta, Vita Nova PS Pietro, Bolzano, Centese, Nocerina - 1947–48 - 18 regionale competities, geen promotie naar serie B en geen algeheel kampioen - 1948–49 - Fanfulla Lodi, Udinese, Prato, Avellino - 1949–50 - Seregno, Treviso, Anconitana, Messina - 1950–51 - Monza, Marzotto Valdagno, Piombino, Juve Stabia - 1951–52 - Cagliari - 1952–53 - Pavia - 1953–54 - Parma - 1954–55 - Bari - 1955–56 - Sambenedettese - 1956–57 - Prato - 1957–58 - Reggiana - 1958–59 - OZO Mantova, Catanzaro - 1959–60 - Pro Patria, Prato, Foggia - 1960–61 - Modena, Lucchese, Cosenza - 1961–62 - Triestina, Cagliari, Foggia - 1962–63 - Varese, Prato, Potenza |  | - 1963–64 - Reggiana, Livorno, Trani - 1964–65 - Novara, Pisa, Reggina - 1965–66 - Savona, Arezzo, Salernitana - 1966–67 - Monza, Perugia, Bari - 1967–68 - Como, Cesena, Ternana - 1968–69 - Piacenza, Arezzo, Casertana - 1969–70 - Novara, Massese, Casertana - 1970–71 - Reggiana, Genoa, Sorrento - 1971–72 - Lecco, Ascoli, Brindisi - 1972–73 - Parma, SPAL, Avellino - 1973–74 - Alessandria, Sambenedettese, Pescara - 1974–75 - Piacenza, Modena, Catania - 1975–76 - Monza, Rimini, Lecce - 1976–77 - Cremonese, Pistoiese, Bari - 1977–78 - Udinese, SPAL, Nocerina Lega Pro - 2014–15 - Novara, Ascoli¹, Salernitana - 2015–16 - Cittadella, SPAL, Benevento - 2016–17 - Cremonese, Venezia, Foggia Serie C - 2017–18 – Livorno, Padova, Lecce - 2018–19 – Virtus Entella, Pordenone, Juve Stabia - 2019–20 – Monza, Vizenza, Reggina - 2020–21 – Como, Perugia, Ternana - 2021–22 – Südtirol, Modena, Bari - 2022–23 – FeralpiSalo, AC Reggiana 1919, US Catanzaro - 2023–24 – AC Mantova, Cesena FC, SS Juve Stabia - 2024–25 – Calcio Padova, Virtus Entella, US Avellino ¹ 2014/15: Teramo werd wegens matchfixing de titel ontnomen en Ascoli werd als winnaar aangewezen |

AlbinoLeffe ·
Alcione ·
Arzignano ·
Belluno ·
Brescia .
Cittadella ·
Giana Erminio ·
Inter Milan U23 .
Lecco ·
Lumezzane ·
Novara ·
Ospitaletto ·
Pergolettese ·
Pro Patria ·
Pro Vercelli ·
Renate ·
Trento ·
Triestina ·
Vicenza ·
Virtus Verona
Arezzo ·
Ascoli ·
Bra .
Campobasso ·
Carpi ·
Forli .
Gubbio ·
Guidonia Montecelio .
Juventus Next Gen .
Livorno .
Perugia ·
US Pianese ·
Pineto ·
Pontedera ·
Ravenna .
Rimini FC ·
Sambenedettese ·
Ternana ·
Torres ·
Vis Pesaro
Atalanta Bergamo U23 ·
Audace Cerignola ·
Benevento ·
Casarano .
Casertana ·
Catania ·
Cavese ·
Cosenza .
Crotone ·
Foggia ·
Giugliano ·
Latina ·
Monopoli ·
Picerno ·
Potenza ·
Salernitana .
Siracusa .
Sorrento ·
Team Altamura ·
Trapani ·
Albanië ·
België · 
Bulgarije ·
Curaçao ·
Cyprus · 
Denemarken · 
Duitsland · 
Engeland · 
Estland · 
Finland · 
Frankrijk · 
Georgië · 
Gibraltar ·
Griekenland · 
Italië · 
Kroatië · 
Luxemburg · 
Nederland · 
Noord-Ierland · 
Noord-Macedonië · 
Noorwegen · 
Oekraïne · 
Oostenrijk · 
Polen · 
Portugal · 
Roemenië · 
Rusland · 
Schotland · 
Servië · 
Slovenië · 
Slowakije · 
Spanje · 
Tsjechië (Moravië / Bohemen) ·
Turkije · 
Wales · 
Zweden · 
Zwitserland